# Reflections (álbum de Sandra)
Reflections es un álbum recopilatorio de la cantante alemana Sandra, publicado en septiembre de 2006. Contiene remezclas de los principales éxitos de Sandra hechas por diversos autores. Alcanzó el número 44 en la lista musical alemana.

## Trasfondo y grabación
La idea provino de la discográfica Virgin Music, que sugirió enviar a diferentes equipos de productores y remezcladores las grabaciones vocales de los grandes éxitos de Sandra para que así pudieran producir música completamente nueva a partir de esas grabaciones. La cantante dudó en un primer momento, pues ya había publicado un álbum recopilatorio de remezclas en 1999 y no quería volver a tener que promocionar otra vez sus grandes éxitos. Acababa de terminar su octavo álbum y su deseo era la de moverse hacia una nueva dirección musical. Sin embargo, los productores alemanes Christian Geller, Felix J. Gauder, Matthias Menck, Ivo Moring, Mirko von Schlieffen, y el equipo de Schallbau llegarían a entregar un buen trabajo con sus remezclas, y a finales de 2006 se editó el recopilatorio Reflections. 
El exitoso tema de 1987, «Everlasting Love», recibió incluso una nueva grabación vocal por parte de la cantante, de manera que se rehízo en una potente balada pop que serviría para que fuera distribuida como sencillo promocional en las emisoras de radio alemanas. En Polonia, sin embargo, se eligió «Around My Heart (2006)» como sencillo promocional para el álbum; la canción llegó a ser todo un éxito al subir al número 2 de las listas musicales radiofónicas polacas. Aunque el álbum había alcanzado el top 10 en algunas tiendas online a nivel mundial, no se llegó a sacar ningún sencillo oficial del disco.

## Edición especial
En 2007, Virgin Music France decidió publicar una versión especial de Reflections, titulado Reflections - Special Edition. No había quedado contenta con los resultados de las remezclas alemanas contenidas en la primera versión del álbum (de hecho, el álbum solo llegó al número 145 en las listas musicales de Francia), y contrató a tres dj franceses para que produjeran nuevas remezclas con destino a una nueva edición del disco. Esta edición especial de Reflections contuvo tres nuevas remezclas además de las doce ya conocidas: «In the Heat of the Night» (Future Vision Remix), «Maria Magdalena» (Junior Caldera Remix), e «In the Heat of the Night» (Superfunk Remix). Las dos diferentes remezclas de «In the Heat of the Night» —y sus correspondientes versiones extendidas— también salieron publicadas como sencillo digital online en Francia (después de cancelarse comercialmente su edición física), mientras que la nueva remezcla de «Maria Magdalena» se quedó inédita para su bajada digital por Internet.

## Diseño del álbum
Reflections se publicó con un diseño de cubierta de matiz dorado, mientras que la edición especial de ese mismo álbum se lanzó con un diseño de cubierta de matiz plateado. Las fotografías contenidas en Reflections fueron tomadas por Bärbel Miebach, y el diseño artístico del álbum fue realizado por Stefan Klein (Klasse 3b).

## Lista de canciones

### Edición 2006
| Reflections |                                   |                                                                |          |  |
| N.º         | Título                            | Música - Letra                                                 | Duración |  |
| 1.          | «Around My Heart» (2006)          | Kemmler/Löhr/Sör Otto's/Peterson - Hirschburger/Kemmler        | 3:23     |  |
| 2.          | «Stop for a Minute» (2006)        | Cretu - Hirschburger                                           | 3:45     |  |
| 3.          | «Hi! Hi! Hi!» (2006)              | Cretu/Kemmler - Cretu/Hirschburger                             | 4:17     |  |
| 4.          | «Maria Magdalena» (2006)          | Kemmler/Löhr/Cretu - Palmer-James                              | 3:57     |  |
| 5.          | «In the Heat of the Night» (2006) | Cretu/Kemmler - Löhr/Hirschburger                              | 3:37     |  |
| 6.          | «Heaven Can Wait» (2006)          | Cretu/Kemmler/Löhr - Hirschburger/Kemmler                      | 3:24     |  |
| 7.          | «Everlasting Love» (2006)         | James "Buzz" Cason/Mac Gayden                                  | 3:46     |  |
| 8.          | «Hiroshima» (2006)                | David Morgan                                                   | 4:17     |  |
| 9.          | «One More Night» (2006)           | Cretu/Peterson - Cretu/Hirschburger                            | 4:08     |  |
| 10.         | «Secret Land» (2006)              | Gronau/Kemmler/Cretu/Björklund - Müller-Pi/Hirschburger/Hoenig | 4:06     |  |
| 11.         | «Innocent Love» (2006)            | Kemmler/Herter - Müller/Hirschburger                           | 3:46     |  |
| 12.         | «We'll Be Together» (2006)        | Kemmler/Löhr/Sandra C - Hirschburger/Kemmler                   | 3:48     |  |
| 46:14       |                                   |                                                                |          |  |

Personal en las nuevas producciones de las canciones:

Christian Geller: pistas 2, 3, 6, 7 y 10

Felix J. Gauder: pistas 1 y 5

Ivo Moring y Mirko von Schlieffen: pista 11

Matthias Menck: pista 12

Schallbau (Matthias Hoffmann, Steffen Britzke & Ralf Hildenbeutel): pistas 4, 8 y 9

### Edición 2007
| Reflections - Special Edition |                                                               |                                                                |          |  |
| N.º                           | Título                                                        | Música - Letra                                                 | Duración |  |
| 1.                            | «In the Heat of the Night» (Future Vision Remix) (Radio Edit) | Cretu/Kemmler - Löhr/Hirschburger                              | 3:16     |  |
| 2.                            | «Maria Magdalena» (Junior Caldera Remix) (Radio Edit)         | Kemmler/Löhr/Cretu - Palmer-James                              | 3:02     |  |
| 3.                            | «Around My Heart» (2006)                                      | Kemmler/Löhr/Sör Otto's/Peterson - Hirschburger/Kemmler        | 3:23     |  |
| 4.                            | «Stop for a Minute» (2006)                                    | Cretu - Hirschburger                                           | 3:45     |  |
| 5.                            | «Hi! Hi! Hi!» (2006)                                          | Cretu/Kemmler - Cretu/Hirschburger                             | 4:17     |  |
| 6.                            | «Maria Magdalena» (2006)                                      | Kemmler/Löhr/Cretu - Palmer-James                              | 3:57     |  |
| 7.                            | «In the Heat of the Night» (2006)                             | Cretu/Kemmler - Löhr/Hirschburger                              | 3:37     |  |
| 8.                            | «Heaven Can Wait» (2006)                                      | Cretu/Kemmler/Löhr - Hirschburger/Kemmler                      | 3:24     |  |
| 9.                            | «Everlasting Love» (2006)                                     | James "Buzz" Cason/Mac Gayden                                  | 3:46     |  |
| 10.                           | «Hiroshima» (2006)                                            | David Morgan                                                   | 4:17     |  |
| 11.                           | «One More Night» (2006)                                       | Cretu/Peterson - Cretu/Hirschburger                            | 4:08     |  |
| 12.                           | «Secret Land» (2006)                                          | Gronau/Kemmler/Cretu/Björklund - Müller-Pi/Hirschburger/Hoenig | 4:06     |  |
| 13.                           | «Innocent Love» (2006)                                        | Kemmler/Herter - Müller/Hirschburger                           | 3:46     |  |
| 14.                           | «We'll Be Together» (2006)                                    | Kemmler/Löhr/Sandra C - Hirschburger/Kemmler                   | 3:48     |  |
| 15.                           | «In the Heat of the Night» (Superfunk Remix) (Radio Edit)     | Cretu/Kemmler - Löhr/Hirschburger                              | 3:47     |  |
| 56:19                         |                                                               |                                                                |          |  |

Personal en las remezclas adicionales:

Future of Vision (Sandy Wilhelm, Tyro): pista 1

Junior Caldera: pista 2

Superfunk (Stéphane Bonan & Hamdi Hassen): pista 15

## Posiciones
Posiciones alcanzadas por el álbum Reflections:
| País (2006) | Máxima posición |
| ----------- | --------------- |
| Alemania    | 44              |
| Francia     | 145             |